# 2014 год в кино
В данной статье представлены списки топ-10 самых кассовых фильмов года, самих фильмов, вышедших в течение года и наград, полученных фильмами за 2014 год.

## Самые кассовые фильмы
Ниже представлен список 10 самых кассовых фильмов 2014 года:
| Место | Название                                   | Студия                          | Мировые кассовые сборы |
| ----- | ------------------------------------------ | ------------------------------- | ---------------------- |
| 1     | Трансформеры: Эпоха истребления            | Paramount Pictures              | $1 104 054 072         |
| 2     | Хоббит: Битва пяти воинств                 | Warner Bros.                    | $956 019 788           |
| 3     | Стражи Галактики                           | Walt Disney Pictures            | $773 328 629           |
| 4     | Малефисента                                | Walt Disney Pictures            | $758 539 785           |
| 5     | Голодные игры: Сойка-пересмешница. Часть 1 | Lionsgate                       | $755 356 711           |
| 6     | Люди Икс: Дни минувшего будущего           | 20th Century Fox                | $747 862 775           |
| 7     | Первый мститель: Другая война              | Walt Disney Pictures            | $714 264 267           |
| 8     | Планета обезьян: Революция                 | 20th Century Fox                | $710 644 566           |
| 9     | Новый Человек-паук. Высокое напряжение     | Columbia Pictures               | $708 982 323           |
| 10    | Интерстеллар                               | Paramount Pictures/Warner Bros. | $677 463 813           |

## Самые кассовые фильмы в российском прокате
Ниже представлен список 10 самых кассовых фильмов 2014 года в российском прокате по данным «Кинобизнес сегодня»:
| Место | Название                        | Студия                                      | Кассовые сборы (руб.) |
| ----- | ------------------------------- | ------------------------------------------- | --------------------- |
| 1     | Хоббит: Битва пяти воинств      | Каро Премьер                                | 1 679 797 247         |
| 2     | Трансформеры: Эпоха истребления | Централ Партнершип                          | 1 538 779 004         |
| 3     | Стражи Галактики                | Walt Disney Studios Sony Pictures Releasing | 1 357 038 579         |
| 4     | Малефисента                     | Walt Disney Studios Sony Pictures Releasing | 1 306 119 543         |
| 5     | Ной                             | Централ Партнершип                          | 1 207 753 473         |
| 6     | Вий                             | Universal Pictures International Russia     | 1 200 263 812         |
| 7     | Интерстеллар                    | Каро Премьер                                | 1 167 301 304         |
| 8     | Черепашки-ниндзя                | Централ Партнершип                          | 1 051 038 246         |
| 9     | Как приручить дракона 2         | Двадцатый Век Фокс СНГ                      | 1 031 084 352         |
| 10    | Рио 2                           | Двадцатый Век Фокс СНГ                      | 966 111 082           |

## События
- 17 января — студия Paramount отказалась выпускать в североамериканский прокат фильмы на плёнке, став первой крупной голливудской компанией, полностью перешедшей на цифровой формат[2].
- 21 марта — режиссёр Елена Фетисова отказалась от Государственной премии Армении за фильм «Параджанов» из-за позиции республики по прошедшему в Крыму референдуму[3].
- 24 марта — Папа Римский благословил фильм «Ной»[4].
- 25 марта — премию Президента РФ за вклад в развитие отечественного анимационного кино получил Эдуард Назаров[5].
- 28 марта — в КНР появился второй кинопрокатчик — Китайская национальная корпорация культуры и искусства, прекратившая монополию China Film[6].
- 2 апреля — в Нидерландах обнаружен считавшийся безвозвратно утерянным шедевр раннего английского кино — немая картина режиссёра Джорджа Пирсона «Любовь, жизнь и смех[англ.]»[7].
- 9−15 апреля — XVII фестиваль Нового итальянского кино N.I.C.E., включающий 12 картин, и прошедший в шести городах России[8].
- 15 апреля — Норвегия вернула Китаю считавшийся утерянным немой фильм «Пещера шёлковой паутины» 1927 года[9].
- 1 мая−30 сентября — фестиваль кино под открытым небом в Лондоне с программой в 170 фильмов[10].
- 16 мая — в Абу-Даби начались съёмки седьмого эпизода «Звёздных войн»[11].
- 27 мая−8 июня — 5-й международный фестиваль нового документального кино о музыке Beat Film Festival[12].
- 1 июля — вступил в силу российский закон, запрещающий использование нецензурной лексики в теле-, радиоэфире, кинопрокате, а также при публичном исполнении произведений искусства[13].

## Мировые фильмы, вышедшие в прокат в России в 2014 году

### Январь — Март
| Премьера      | Премьера | Название                              | Студия | Режиссёр | В ролях | Жанр | Прим. |
| ------------- | -------- | ------------------------------------- | ------ | -------- | ------- | ---- | ----- |
| Я Н В А Р Ь   | 1        | Невероятная жизнь Уолтера Митти       |        |          |         |      |       |
| Я Н В А Р Ь   | 1        | 47 ронинов                            |        |          |         |      |       |
| Я Н В А Р Ь   | 1        | Любовь в большом городе 3             |        |          |         |      |       |
| Я Н В А Р Ь   | 1        | Друзья друзей                         |        |          |         |      |       |
| Я Н В А Р Ь   | 1        | Быстрее, чем кролики                  |        |          |         |      |       |
| Я Н В А Р Ь   | 1        | Тарзан                                |        |          |         |      |       |
| Я Н В А Р Ь   | 5        | Земля медведей                        |        |          |         |      |       |
| Я Н В А Р Ь   | 9        | Паранормальное явление: Метка Дьявола |        |          |         |      |       |
| Я Н В А Р Ь   | 9        | Как я теперь люблю                    |        |          |         |      |       |
| Я Н В А Р Ь   | 9        | Анжелика, маркиза ангелов             |        |          |         |      |       |
| Я Н В А Р Ь   | 9        | Парклэнд                              |        |          |         |      |       |
| Я Н В А Р Ь   | 9        | Тётушки                               |        |          |         |      |       |
| Я Н В А Р Ь   | 16       | Джек Райан: Теория хаоса              |        |          |         |      |       |
| Я Н В А Р Ь   | 16       | Воровка книг                          |        |          |         |      |       |
| Я Н В А Р Ь   | 16       | Забойный реванш                       |        |          |         |      |       |
| Я Н В А Р Ь   | 16       | Колония                               |        |          |         |      |       |
| Я Н В А Р Ь   | 16       | Не угаснет надежда                    |        |          |         |      |       |
| Я Н В А Р Ь   | 16       | Холостячки в Вегасе                   |        |          |         |      |       |
| Я Н В А Р Ь   | 16       | Разомкнутый круг                      |        |          |         |      |       |
| Я Н В А Р Ь   | 16       | Роман с кокаином                      |        |          |         |      |       |
| Я Н В А Р Ь   | 16       | Гранд Централ. Любовь на атомы        |        |          |         |      |       |
| Я Н В А Р Ь   | 16       | Oscar Shorts: Мультфильмы             |        |          |         |      |       |
| Я Н В А Р Ь   | 16       | Oscar Shorts: Фильмы                  |        |          |         |      |       |
| Я Н В А Р Ь   | 23       | Спасти мистера Бэнкса                 |        |          |         |      |       |
| Я Н В А Р Ь   | 23       | Я, Франкенштейн                       |        |          |         |      |       |
| Я Н В А Р Ь   | 23       | Геракл: Начало легенды                |        |          |         |      |       |
| Я Н В А Р Ь   | 23       | Чемпионы                              |        |          |         |      |       |
| Я Н В А Р Ь   | 23       | Внутри Льюина Дэвиса                  |        |          |         |      |       |
| Я Н В А Р Ь   | 23       | Несносный дед                         |        |          |         |      |       |
| Я Н В А Р Ь   | 23       | Роботы                                |        |          |         |      |       |
| Я Н В А Р Ь   | 23       | Студент года                          |        |          |         |      |       |
| Я Н В А Р Ь   | 23       | Пиратское телевидение                 |        |          |         |      |       |
| Я Н В А Р Ь   | 28       | Мы едем, едем, едем...                |        |          |         |      |       |
| Я Н В А Р Ь   | 30       | Вий 3D                                |        |          |         |      |       |
| Я Н В А Р Ь   | 30       | Август                                |        |          |         |      |       |
| Я Н В А Р Ь   | 30       | Пришествие Дьявола                    |        |          |         |      |       |
| Я Н В А Р Ь   | 30       | Храброе сердце                        |        |          |         |      |       |
| Я Н В А Р Ь   | 30       | Одержимая                             |        |          |         |      |       |
| Я Н В А Р Ь   | 30       | Мои африканские приключения           |        |          |         |      |       |
| Ф Е В Р А Л Ь | 6        | Волк с Уолл-стрит                     |        |          |         |      |       |
| Ф Е В Р А Л Ь | 6        | Этот неловкий момент                  |        |          |         |      |       |
| Ф Е В Р А Л Ь | 6        | Лекарь: Ученик Авиценны               |        |          |         |      |       |
| Ф Е В Р А Л Ь | 6        | В спорте только девушки               |        |          |         |      |       |
| Ф Е В Р А Л Ь | 6        | Секретный эксперимент                 |        |          |         |      |       |
| Ф Е В Р А Л Ь | 6        | Белка и Стрелка: Лунные приключения   |        |          |         |      |       |
| Ф Е В Р А Л Ь | 13       | Нимфоманка: Часть 1                   |        |          |         |      |       |
| Ф Е В Р А Л Ь | 13       | Афера по-американски                  |        |          |         |      |       |
| Ф Е В Р А Л Ь | 13       | РобоКоп                               |        |          |         |      |       |
| Ф Е В Р А Л Ь | 13       | Любовь сквозь время                   |        |          |         |      |       |
| Ф Е В Р А Л Ь | 13       | Нереальная любовь                     |        |          |         |      |       |
| Ф Е В Р А Л Ь | 13       | Феи: Загадка пиратского острова       |        |          |         |      |       |
| Ф Е В Р А Л Ь | 13       | Очень плохие парни                    |        |          |         |      |       |
| Ф Е В Р А Л Ь | 13       | Золото                                |        |          |         |      |       |
| Ф Е В Р А Л Ь | 17       | Dream Theater: Live at Luna Park      |        |          |         |      |       |
| Ф Е В Р А Л Ь | 19       | Помпеи                                |        |          |         |      |       |
| Ф Е В Р А Л Ь | 20       | Уцелевший                             |        |          |         |      |       |
| Ф Е В Р А Л Ь | 20       | Ветер крепчает                        |        |          |         |      |       |
| Ф Е В Р А Л Ь | 20       | Охотники за сокровищами               |        |          |         |      |       |
| Ф Е В Р А Л Ь | 20       | Мистериум. Начало                     |        |          |         |      |       |
| Ф Е В Р А Л Ь | 20       | Жажда                                 |        |          |         |      |       |
| Ф Е В Р А Л Ь | 20       | Снова 16                              |        |          |         |      |       |
| Ф Е В Р А Л Ь | 20       | Зимний путь                           |        |          |         |      |       |
| Ф Е В Р А Л Ь | 20       | Откровения лучших порномоделей        |        |          |         |      |       |
| Ф Е В Р А Л Ь | 20       | 9 месяцев строгого режима             |        |          |         |      |       |
| Ф Е В Р А Л Ь | 20       | Мизерере                              |        |          |         |      |       |
| Ф Е В Р А Л Ь | 20       | Экстремистки. Combat Girls            |        |          |         |      |       |
| Ф Е В Р А Л Ь | 27       | Она                                   |        |          |         |      |       |
| Ф Е В Р А Л Ь | 27       | Далласский клуб покупателей           |        |          |         |      |       |
| Ф Е В Р А Л Ь | 27       | Академия вампиров                     |        |          |         |      |       |
| Ф Е В Р А Л Ь | 27       | Лего. Фильм                           |        |          |         |      |       |
| Ф Е В Р А Л Ь | 27       | Трудно быть Богом                     |        |          |         |      |       |
| Ф Е В Р А Л Ь | 27       | Лёгок на помине                       |        |          |         |      |       |
| Ф Е В Р А Л Ь | 27       | Филомена                              |        |          |         |      |       |
| Ф Е В Р А Л Ь | 27       | Спираль                               |        |          |         |      |       |
| Ф Е В Р А Л Ь | 27       | Байкеры 3                             |        |          |         |      |       |
| Ф Е В Р А Л Ь | 27       | Час призраков                         |        |          |         |      |       |
| Ф Е В Р А Л Ь | 28       | Небраска                              |        |          |         |      |       |
| М А Р Т       | 4        | Def Leppard Viva! Hysteria!           |        |          |         |      |       |
| М А Р Т       | 6        | 300 спартанцев: Расцвет империи       |        |          |         |      |       |
| М А Р Т       | 6        | Нимфоманка: Часть 2                   |        |          |         |      |       |
| М А Р Т       | 6        | Анатомия любви                        |        |          |         |      |       |
| М А Р Т       | 6        | Дубровский                            |        |          |         |      |       |
| М А Р Т       | 6        | С 8 марта, мужчины!                   |        |          |         |      |       |
| М А Р Т       | 6        | Приключения мистера Пибоди и Шермана  |        |          |         |      |       |
| М А Р Т       | 12       | Воздушный маршал                      |        |          |         |      |       |
| М А Р Т       | 13       | Отель «Гранд Будапешт»                |        |          |         |      |       |
| М А Р Т       | 13       | Need for Speed: Жажда скорости        |        |          |         |      |       |
| М А Р Т       | 13       | Владение 18                           |        |          |         |      |       |
| М А Р Т       | 13       | Последняя любовь мистера Моргана      |        |          |         |      |       |
| М А Р Т       | 13       | Конгресс                              |        |          |         |      |       |
| М А Р Т       | 13       | Короткий срок 12                      |        |          |         |      |       |
| М А Р Т       | 20       | Опасная иллюзия                       |        |          |         |      |       |
| М А Р Т       | 20       | Рио 2                                 |        |          |         |      |       |
| М А Р Т       | 20       | Ив Сен-Лоран                          |        |          |         |      |       |
| М А Р Т       | 20       | Залётчики                             |        |          |         |      |       |
| М А Р Т       | 20       | Иуда                                  |        |          |         |      |       |
| М А Р Т       | 20       | Проклятье 3D 2                        |        |          |         |      |       |
| М А Р Т       | 20       | Роковая страсть                       |        |          |         |      |       |
| М А Р Т       | 20       | Моя большая испанская семья           |        |          |         |      |       |
| М А Р Т       | 27       | Ной                                   |        |          |         |      |       |
| М А Р Т       | 27       | Красавица и чудовище                  |        |          |         |      |       |
| М А Р Т       | 27       | Рейд 2                                |        |          |         |      |       |
| М А Р Т       | 27       | Патэма наоборот                       |        |          |         |      |       |
| М А Р Т       | 27       | Недетские игры                        |        |          |         |      |       |

### Апрель — Июнь
| Премьера    | Премьера | Название                                   | Студия | Режиссёр | В ролях | Жанр | Прим. |
| ----------- | -------- | ------------------------------------------ | ------ | -------- | ------- | ---- | ----- |
| А П Р Е Л Ь | 2        | Timeless 2013 - Le film                    |        |          |         |      |       |
| А П Р Е Л Ь | 3        | Первый мститель: Другая война              |        |          |         |      |       |
| А П Р Е Л Ь | 3        | Стартап                                    |        |          |         |      |       |
| А П Р Е Л Ь | 3        | Китайская головоломка                      |        |          |         |      |       |
| А П Р Е Л Ь | 3        | Синевир                                    |        |          |         |      |       |
| А П Р Е Л Ь | 3        | Шагал – Малевич                            |        |          |         |      |       |
| А П Р Е Л Ь | 3        | Питер. Лето. Любовь                        |        |          |         |      |       |
| А П Р Е Л Ь | 8        | Нуреев и друзья                            |        |          |         |      |       |
| А П Р Е Л Ь | 10       | Дивергент                                  |        |          |         |      |       |
| А П Р Е Л Ь | 10       | Выживут только любовники                   |        |          |         |      |       |
| А П Р Е Л Ь | 10       | 3 дня на убийство                          |        |          |         |      |       |
| А П Р Е Л Ь | 10       | Окулус                                     |        |          |         |      |       |
| А П Р Е Л Ь | 10       | Авантюристы                                |        |          |         |      |       |
| А П Р Е Л Ь | 10       | Медсестра                                  |        |          |         |      |       |
| А П Р Е Л Ь | 10       | Гангста Love                               |        |          |         |      |       |
| А П Р Е Л Ь | 10       | Это твой день                              |        |          |         |      |       |
| А П Р Е Л Ь | 10       | Летняя ночь в Барселоне                    |        |          |         |      |       |
| А П Р Е Л Ь | 10       | Oscar Shorts 2014: Фильмы                  |        |          |         |      |       |
| А П Р Е Л Ь | 10       | Сердце льва                                |        |          |         |      |       |
| А П Р Е Л Ь | 11       | На краю мечты                              |        |          |         |      |       |
| А П Р Е Л Ь | 17       | Саботаж                                    |        |          |         |      |       |
| А П Р Е Л Ь | 17       | Скорый «Москва-Россия»                     |        |          |         |      |       |
| А П Р Е Л Ь | 17       | Реальная белка                             |        |          |         |      |       |
| А П Р Е Л Ь | 17       | Чёрная роза                                |        |          |         |      |       |
| А П Р Е Л Ь | 17       | Дом с паранормальными явлениями 2          |        |          |         |      |       |
| А П Р Е Л Ь | 17       | Том на ферме                               |        |          |         |      |       |
| А П Р Е Л Ь | 17       | Любовь – это идеальное преступление        |        |          |         |      |       |
| А П Р Е Л Ь | 17       | Голгофа                                    |        |          |         |      |       |
| А П Р Е Л Ь | 17       | Любовь, секс и Лос-Анджелес                |        |          |         |      |       |
| А П Р Е Л Ь | 17       | Небо падших                                |        |          |         |      |       |
| А П Р Е Л Ь | 17       | Глория                                     |        |          |         |      |       |
| А П Р Е Л Ь | 24       | Новый Человек-паук: Высокое напряжение     |        |          |         |      |       |
| А П Р Е Л Ь | 24       | Газгольдер: Фильм                          |        |          |         |      |       |
| А П Р Е Л Ь | 24       | Под маской жиголо                          |        |          |         |      |       |
| А П Р Е Л Ь | 24       | Танцуй отсюда!                             |        |          |         |      |       |
| А П Р Е Л Ь | 24       | Диалоги                                    |        |          |         |      |       |
| А П Р Е Л Ь | 24       | Оторвы                                     |        |          |         |      |       |
| А П Р Е Л Ь | 24       | Зеркала                                    |        |          |         |      |       |
| А П Р Е Л Ь | 24       | Мамарош                                    |        |          |         |      |       |
| А П Р Е Л Ь | 28       | Зимняя сказка                              |        |          |         |      |       |
| М А Й       | 1        | Другая женщина                             |        |          |         |      |       |
| М А Й       | 1        | Кухня в Париже                             |        |          |         |      |       |
| М А Й       | 1        | Возмездие                                  |        |          |         |      |       |
| М А Й       | 1        | Всё, что вы хотели знать о сексе и налогах |        |          |         |      |       |
| М А Й       | 1        | Олли и сокровища пиратов                   |        |          |         |      |       |
| М А Й       | 1        | Двойник                                    |        |          |         |      |       |
| М А Й       | 1        | Джо                                        |        |          |         |      |       |
| М А Й       | 1        | Коктейль                                   |        |          |         |      |       |
| М А Й       | 7        | Блондинка в эфире                          |        |          |         |      |       |
| М А Й       | 8        | 13-й район: Кирпичные особняки             |        |          |         |      |       |
| М А Й       | 8        | Восьмёрка                                  |        |          |         |      |       |
| М А Й       | 8        | 22 минуты                                  |        |          |         |      |       |
| М А Й       | 8        | Эксперимент: Зло                           |        |          |         |      |       |
| М А Й       | 8        | Кот Гром и заколдованный дом               |        |          |         |      |       |
| М А Й       | 8        | Холостяки в отрыве                         |        |          |         |      |       |
| М А Й       | 8        | Параджанов                                 |        |          |         |      |       |
| М А Й       | 8        | Тур де Шанс                                |        |          |         |      |       |
| М А Й       | 13       | В ожидании молнии                          |        |          |         |      |       |
| М А Й       | 15       | Годзилла                                   |        |          |         |      |       |
| М А Й       | 15       | Долгое падение                             |        |          |         |      |       |
| М А Й       | 15       | Венера в мехах                             |        |          |         |      |       |
| М А Й       | 15       | Космический пират Харлок                   |        |          |         |      |       |
| М А Й       | 15       | Вулкан страстей                            |        |          |         |      |       |
| М А Й       | 15       | 10 мгновений судьбы                        |        |          |         |      |       |
| М А Й       | 15       | Младенец в подарок                         |        |          |         |      |       |
| М А Й       | 15       | Лесной патруль                             |        |          |         |      |       |
| М А Й       | 21       | Король Лир                                 |        |          |         |      |       |
| М А Й       | 22       | Люди Икс: Дни минувшего будущего           |        |          |         |      |       |
| М А Й       | 22       | Принцесса Монако                           |        |          |         |      |       |
| М А Й       | 22       | Подарок с характером                       |        |          |         |      |       |
| М А Й       | 22       | Этим утром в Нью-Йорке                     |        |          |         |      |       |
| М А Й       | 22       | Жестокий ринг                              |        |          |         |      |       |
| М А Й       | 22       | Босиком по городу                          |        |          |         |      |       |
| М А Й       | 29       | Малефисента                                |        |          |         |      |       |
| М А Й       | 29       | Соседи. На тропе войны                     |        |          |         |      |       |
| М А Й       | 29       | 13 грехов                                  |        |          |         |      |       |
| М А Й       | 29       | Букашки. Приключение в Долине муравьёв     |        |          |         |      |       |
| М А Й       | 29       | Неправильные копы                          |        |          |         |      |       |
| М А Й       | 29       | Однажды в лесу                             |        |          |         |      |       |
| М А Й       | 29       | Соблазнённые и брошенные                   |        |          |         |      |       |
| М А Й       | 29       | Осеан                                      |        |          |         |      |       |
| И Ю Н Ь     | 5        | Грань будущего                             |        |          |         |      |       |
| И Ю Н Ь     | 5        | Повар на колесах                           |        |          |         |      |       |
| И Ю Н Ь     | 5        | Всё и сразу                                |        |          |         |      |       |
| И Ю Н Ь     | 5        | Фрэнк                                      |        |          |         |      |       |
| И Ю Н Ь     | 5        | Чебурашка                                  |        |          |         |      |       |
| И Ю Н Ь     | 5        | Навязчивые ритмы                           |        |          |         |      |       |
| И Ю Н Ь     | 5        | Обещание                                   |        |          |         |      |       |
| И Ю Н Ь     | 5        | Я закопаю тебя                             |        |          |         |      |       |
| И Ю Н Ь     | 12       | Как приручить дракона 2                    |        |          |         |      |       |
| И Ю Н Ь     | 12       | Я не вернусь                               |        |          |         |      |       |
| И Ю Н Ь     | 12       | Кровавая месть                             |        |          |         |      |       |
| И Ю Н Ь     | 12       | Кайт                                       |        |          |         |      |       |
| И Ю Н Ь     | 12       | Форт Росс: В поисках приключений           |        |          |         |      |       |
| И Ю Н Ь     | 12       | Железный рыцарь 2                          |        |          |         |      |       |
| И Ю Н Ь     | 19       | Смешанные                                  |        |          |         |      |       |
| И Ю Н Ь     | 19       | Пластик                                    |        |          |         |      |       |
| И Ю Н Ь     | 19       | Оборотень                                  |        |          |         |      |       |
| И Ю Н Ь     | 19       | WTF! Какого черта?                         |        |          |         |      |       |
| И Ю Н Ь     | 19       | Stars in Shorts                            |        |          |         |      |       |
| И Ю Н Ь     | 19       | Собачий рай                                |        |          |         |      |       |
| И Ю Н Ь     | 25       | Мой Аттила Марсель                         |        |          |         |      |       |
| И Ю Н Ь     | 26       | Трансформеры: Эпоха истребления            |        |          |         |      |       |
| И Ю Н Ь     | 26       | Враг                                       |        |          |         |      |       |
| И Ю Н Ь     | 26       | Лок                                        |        |          |         |      |       |
| И Ю Н Ь     | 26       | Не говори ничего                           |        |          |         |      |       |
| И Ю Н Ь     | 26       | Желтоглазые крокодилы                      |        |          |         |      |       |
| И Ю Н Ь     | 26       | Принцесса и нищий                          |        |          |         |      |       |
| И Ю Н Ь     | 26       | Да и да                                    |        |          |         |      |       |

### Июль — Сентябрь
| Премьера      | Премьера | Название                                            | Студия | Режиссёр | В ролях | Жанр | Прим. |
| ------------- | -------- | --------------------------------------------------- | ------ | -------- | ------- | ---- | ----- |
| И Ю Л Ь       | 3        | Мачо и ботан 2                                      |        |          |         |      |       |
| И Ю Л Ь       | 3        | Хоть раз в жизни                                    |        |          |         |      |       |
| И Ю Л Ь       | 3        | Теорема Зеро                                        |        |          |         |      |       |
| И Ю Л Ь       | 3        | Одна встреча                                        |        |          |         |      |       |
| И Ю Л Ь       | 3        | Лига мечты                                          |        |          |         |      |       |
| И Ю Л Ь       | 3        | Прогулка по солнечному свету                        |        |          |         |      |       |
| И Ю Л Ь       | 10       | Превосходство                                       |        |          |         |      |       |
| И Ю Л Ь       | 10       | Миллион способов потерять голову                    |        |          |         |      |       |
| И Ю Л Ь       | 10       | Поддубный                                           |        |          |         |      |       |
| И Ю Л Ь       | 10       | Оз: Возвращение в Изумрудный Город                  |        |          |         |      |       |
| И Ю Л Ь       | 10       | Арктика великая. Часть первая. Почитание духа огня  |        |          |         |      |       |
| И Ю Л Ь       | 17       | Планета обезьян: Революция                          |        |          |         |      |       |
| И Ю Л Ь       | 17       | Безумная свадьба                                    |        |          |         |      |       |
| И Ю Л Ь       | 17       | Шаг вперёд: Всё или ничего                          |        |          |         |      |       |
| И Ю Л Ь       | 17       | Любовь по рецепту и без                             |        |          |         |      |       |
| И Ю Л Ь       | 17       | А вот и она                                         |        |          |         |      |       |
| И Ю Л Ь       | 17       | За тридевять земель                                 |        |          |         |      |       |
| И Ю Л Ь       | 17       | Добро пожаловать в Нью-Йорк                         |        |          |         |      |       |
| И Ю Л Ь       | 20       | Монти Пайтон живьём (почти)                         |        |          |         |      |       |
| И Ю Л Ь       | 24       | Геракл                                              |        |          |         |      |       |
| И Ю Л Ь       | 24       | Домашнее видео                                      |        |          |         |      |       |
| И Ю Л Ь       | 24       | Хотел бы я быть здесь                               |        |          |         |      |       |
| И Ю Л Ь       | 24       | Король сафари                                       |        |          |         |      |       |
| И Ю Л Ь       | 24       | Властелин разметки                                  |        |          |         |      |       |
| И Ю Л Ь       | 31       | Стражи Галактики                                    |        |          |         |      |       |
| И Ю Л Ь       | 31       | Побудь в моей шкуре                                 |        |          |         |      |       |
| И Ю Л Ь       | 31       | Судная ночь 2                                       |        |          |         |      |       |
| И Ю Л Ь       | 31       | Тропы                                               |        |          |         |      |       |
| И Ю Л Ь       | 31       | Танец реальности                                    |        |          |         |      |       |
| А В Г У С Т   | 7        | Черепашки-ниндзя                                    |        |          |         |      |       |
| А В Г У С Т   | 7        | Навстречу шторму                                    |        |          |         |      |       |
| А В Г У С Т   | 7        | Здрасьте, я ваш папа!                               |        |          |         |      |       |
| А В Г У С Т   | 7        | Обратная сторона брака                              |        |          |         |      |       |
| А В Г У С Т   | 14       | Неудержимые 3                                       |        |          |         |      |       |
| А В Г У С Т   | 14       | Инструкции не прилагаются                           |        |          |         |      |       |
| А В Г У С Т   | 14       | На гребне                                           |        |          |         |      |       |
| А В Г У С Т   | 14       | Тайна четырёх принцесс                              |        |          |         |      |       |
| А В Г У С Т   | 14       | Красотки в Париже                                   |        |          |         |      |       |
| А В Г У С Т   | 14       | Отвязная Калифорния                                 |        |          |         |      |       |
| А В Г У С Т   | 14       | Добро пожаловать в ПОП                              |        |          |         |      |       |
| А В Г У С Т   | 21       | Город грехов 2: Женщина, ради которой стоит убивать |        |          |         |      |       |
| А В Г У С Т   | 21       | Посвящённый                                         |        |          |         |      |       |
| А В Г У С Т   | 21       | Кавказская пленница!                                |        |          |         |      |       |
| А В Г У С Т   | 21       | Большая афера                                       |        |          |         |      |       |
| А В Г У С Т   | 21       | Самолёты: Огонь и вода                              |        |          |         |      |       |
| А В Г У С Т   | 21       | Одна миллиардная доля                               |        |          |         |      |       |
| А В Г У С Т   | 21       | Люблю твою жену                                     |        |          |         |      |       |
| А В Г У С Т   | 21       | Предчувствие любви                                  |        |          |         |      |       |
| А В Г У С Т   | 23       | Доктор Кто: Глубокий вдох                           |        |          |         |      |       |
| А В Г У С Т   | 24       | Остров лемуров: Мадагаскар                          |        |          |         |      |       |
| А В Г У С Т   | 28       | Если я останусь                                     |        |          |         |      |       |
| А В Г У С Т   | 28       | Избави нас от лукавого                              |        |          |         |      |       |
| А В Г У С Т   | 28       | Типа копы                                           |        |          |         |      |       |
| А В Г У С Т   | 28       | Волки                                               |        |          |         |      |       |
| А В Г У С Т   | 28       | Весёлые ребята;)                                    |        |          |         |      |       |
| А В Г У С Т   | 28       | 7-й гном                                            |        |          |         |      |       |
| А В Г У С Т   | 28       | Зимняя спячка                                       |        |          |         |      |       |
| С Е Н Т Я Б Ь | 4        | Виноваты звезды                                     |        |          |         |      |       |
| С Е Н Т Я Б Ь | 4        | Сигнал                                              |        |          |         |      |       |
| С Е Н Т Я Б Ь | 4        | Одержимость Майкла Кинга                            |        |          |         |      |       |
| С Е Н Т Я Б Ь | 4        | Виктор                                              |        |          |         |      |       |
| С Е Н Т Я Б Ь | 4        | Женщина во дворе                                    |        |          |         |      |       |
| С Е Н Т Я Б Ь | 4        | Пойми меня, если сможешь                            |        |          |         |      |       |
| С Е Н Т Я Б Ь | 6        | КиноДетство. Маша и Медведь: Трудно быть маленьким  |        |          |         |      |       |
| С Е Н Т Я Б Ь | 6        | КиноДетство. Мультипотам                            |        |          |         |      |       |
| С Е Н Т Я Б Ь | 6        | КиноДетство. Про меня                               |        |          |         |      |       |
| С Е Н Т Я Б Ь | 6        | КиноДетство. Про лысую принцессу                    |        |          |         |      |       |
| С Е Н Т Я Б Ь | 11       | Люси                                                |        |          |         |      |       |
| С Е Н Т Я Б Ь | 11       | Самый опасный человек                               |        |          |         |      |       |
| С Е Н Т Я Б Ь | 11       | Пряности и страсти                                  |        |          |         |      |       |
| С Е Н Т Я Б Ь | 11       | Ровер                                               |        |          |         |      |       |
| С Е Н Т Я Б Ь | 11       | Если твоя девушка – зомби                           |        |          |         |      |       |
| С Е Н Т Я Б Ь | 11       | История дельфина 2                                  |        |          |         |      |       |
| С Е Н Т Я Б Ь | 11       | Почтальон Пэт                                       |        |          |         |      |       |
| С Е Н Т Я Б Ь | 11       | Страх сцены                                         |        |          |         |      |       |
| С Е Н Т Я Б Ь | 11       | Велкам хом                                          |        |          |         |      |       |
| С Е Н Т Я Б Ь | 11       | На грани                                            |        |          |         |      |       |
| С Е Н Т Я Б Ь | 11       | Зип и Зап. Клуб стеклянных шариков                  |        |          |         |      |       |
| С Е Н Т Я Б Ь | 11       | Объезд                                              |        |          |         |      |       |
| С Е Н Т Я Б Ь | 11       | О лошадях и людях                                   |        |          |         |      |       |
| С Е Н Т Я Б Ь | 17       | Человек ноября                                      |        |          |         |      |       |
| С Е Н Т Я Б Ь | 18       | Бегущий в лабиринте                                 |        |          |         |      |       |
| С Е Н Т Я Б Ь | 18       | Корпоратив                                          |        |          |         |      |       |
| С Е Н Т Я Б Ь | 18       | Любовь от всех болезней                             |        |          |         |      |       |
| С Е Н Т Я Б Ь | 18       | Холод в июле                                        |        |          |         |      |       |
| С Е Н Т Я Б Ь | 18       | Испытание                                           |        |          |         |      |       |
| С Е Н Т Я Б Ь | 18       | Тёмная долина                                       |        |          |         |      |       |
| С Е Н Т Я Б Ь | 18       | Драконы Нью-Йорка                                   |        |          |         |      |       |
| С Е Н Т Я Б Ь | 18       | Любимчики в поисках радуги                          |        |          |         |      |       |
| С Е Н Т Я Б Ь | 18       | Джими Хендрикс                                      |        |          |         |      |       |
| С Е Н Т Я Б Ь | 18       | Ещё                                                 |        |          |         |      |       |
| С Е Н Т Я Б Ь | 25       | Великий уравнитель                                  |        |          |         |      |       |
| С Е Н Т Я Б Ь | 25       | Магия лунного света                                 |        |          |         |      |       |
| С Е Н Т Я Б Ь | 25       | Проклятие Аннабель                                  |        |          |         |      |       |
| С Е Н Т Я Б Ь | 25       | Открытые окна                                       |        |          |         |      |       |
| С Е Н Т Я Б Ь | 25       | Класс коррекции                                     |        |          |         |      |       |
| С Е Н Т Я Б Ь | 25       | Семейка монстров                                    |        |          |         |      |       |
| С Е Н Т Я Б Ь | 25       | Таймлесс 2: Сапфировая книга                        |        |          |         |      |       |
| С Е Н Т Я Б Ь | 25       | Теория заговора                                     |        |          |         |      |       |
| С Е Н Т Я Б Ь | 25       | Беглецы                                             |        |          |         |      |       |
| С Е Н Т Я Б Ь | 25       | Вселенная света                                     |        |          |         |      |       |
| С Е Н Т Я Б Ь | 30       | Открывая Эрмитаж                                    |        |          |         |      |       |

### Октябрь — Декабрь
| Премьера      | Премьера | Название                                                         | Студия | Режиссёр | В ролях | Жанр | Прим. |
| ------------- | -------- | ---------------------------------------------------------------- | ------ | -------- | ------- | ---- | ----- |
| О К Т Я Б Р Ь | 2        | Исчезнувшая                                                      |        |          |         |      |       |
| О К Т Я Б Р Ь | 2        | Дружба и никакого секса?                                         |        |          |         |      |       |
| О К Т Я Б Р Ь | 2        | Оставленные                                                      |        |          |         |      |       |
| О К Т Я Б Р Ь | 2        | Париж: Город мёртвых                                             |        |          |         |      |       |
| О К Т Я Б Р Ь | 2        | Смешанные чувства                                                |        |          |         |      |       |
| О К Т Я Б Р Ь | 2        | Пристегните ремни                                                |        |          |         |      |       |
| О К Т Я Б Р Ь | 2        | Клуб Винкс: Тайна морской бездны                                 |        |          |         |      |       |
| О К Т Я Б Р Ь | 2        | Мужчина, которого слишком сильно любили                          |        |          |         |      |       |
| О К Т Я Б Р Ь | 2        | 9 дней и одно утро                                               |        |          |         |      |       |
| О К Т Я Б Р Ь | 2        | Белый ягель                                                      |        |          |         |      |       |
| О К Т Я Б Р Ь | 2        | Виктория: История любви                                          |        |          |         |      |       |
| О К Т Я Б Р Ь | 9        | Дракула                                                          |        |          |         |      |       |
| О К Т Я Б Р Ь | 9        | Бивень                                                           |        |          |         |      |       |
| О К Т Я Б Р Ь | 9        | Выпускной                                                        |        |          |         |      |       |
| О К Т Я Б Р Ь | 9        | Солнечный удар                                                   |        |          |         |      |       |
| О К Т Я Б Р Ь | 9        | Александр и ужасный, кошмарный, нехороший, очень плохой день     |        |          |         |      |       |
| О К Т Я Б Р Ь | 9        | Кино про Алексеева                                               |        |          |         |      |       |
| О К Т Я Б Р Ь | 9        | Медведи-соседи                                                   |        |          |         |      |       |
| О К Т Я Б Р Ь | 9        | Кинороман                                                        |        |          |         |      |       |
| О К Т Я Б Р Ь | 9        | Два дня, одна ночь                                               |        |          |         |      |       |
| О К Т Я Б Р Ь | 9        | Преступления страсти                                             |        |          |         |      |       |
| О К Т Я Б Р Ь | 11       | One Direction: Где мы сейчас                                     |        |          |         |      |       |
| О К Т Я Б Р Ь | 11       | Макбет                                                           |        |          |         |      |       |
| О К Т Я Б Р Ь | 16       | Судья                                                            |        |          |         |      |       |
| О К Т Я Б Р Ь | 16       | Прогулка среди могил                                             |        |          |         |      |       |
| О К Т Я Б Р Ь | 16       | Страховщик                                                       |        |          |         |      |       |
| О К Т Я Б Р Ь | 16       | Укради мою жену                                                  |        |          |         |      |       |
| О К Т Я Б Р Ь | 16       | Сен-Лоран. Стиль – это я                                         |        |          |         |      |       |
| О К Т Я Б Р Ь | 16       | Weekend                                                          |        |          |         |      |       |
| О К Т Я Б Р Ь | 16       | Галлоуз Хилл                                                     |        |          |         |      |       |
| О К Т Я Б Р Ь | 16       | Час призраков 2                                                  |        |          |         |      |       |
| О К Т Я Б Р Ь | 16       | 2 спальни, 1 ванная                                              |        |          |         |      |       |
| О К Т Я Б Р Ь | 16       | Убийство у моря                                                  |        |          |         |      |       |
| О К Т Я Б Р Ь | 16       | Эли                                                              |        |          |         |      |       |
| О К Т Я Б Р Ь | 16       | Супер-пупер Элис Купер                                           |        |          |         |      |       |
| О К Т Я Б Р Ь | 17       | Верхний свет                                                     |        |          |         |      |       |
| О К Т Я Б Р Ь | 18       | Трамвай «Желание»                                                |        |          |         |      |       |
| О К Т Я Б Р Ь | 21       | Медея                                                            |        |          |         |      |       |
| О К Т Я Б Р Ь | 23       | Обитель проклятых                                                |        |          |         |      |       |
| О К Т Я Б Р Ь | 23       | Горько! 2                                                        |        |          |         |      |       |
| О К Т Я Б Р Ь | 23       | Викинги                                                          |        |          |         |      |       |
| О К Т Я Б Р Ь | 23       | Зильс-Мария                                                      |        |          |         |      |       |
| О К Т Я Б Р Ь | 23       | Дурацкое дело нехитрое                                           |        |          |         |      |       |
| О К Т Я Б Р Ь | 23       | 20 000 дней на Земле                                             |        |          |         |      |       |
| О К Т Я Б Р Ь | 23       | Одержимость                                                      |        |          |         |      |       |
| О К Т Я Б Р Ь | 23       | Виджай и я                                                       |        |          |         |      |       |
| О К Т Я Б Р Ь | 25       | Город героев                                                     |        |          |         |      |       |
| О К Т Я Б Р Ь | 25       | Бьорк: Biophilia Live                                            |        |          |         |      |       |
| О К Т Я Б Р Ь | 28       | Два веронца                                                      |        |          |         |      |       |
| О К Т Я Б Р Ь | 30       | Ярость                                                           |        |          |         |      |       |
| О К Т Я Б Р Ь | 30       | Серена                                                           |        |          |         |      |       |
| О К Т Я Б Р Ь | 30       | Прежде чем я усну                                                |        |          |         |      |       |
| О К Т Я Б Р Ь | 30       | Общак                                                            |        |          |         |      |       |
| О К Т Я Б Р Ь | 30       | Невероятное путешествие мистера Спивета                          |        |          |         |      |       |
| О К Т Я Б Р Ь | 30       | Темнее ночи                                                      |        |          |         |      |       |
| О К Т Я Б Р Ь | 30       | Пчёлка Майя                                                      |        |          |         |      |       |
| О К Т Я Б Р Ь | 30       | Вальс для Моники                                                 |        |          |         |      |       |
| О К Т Я Б Р Ь | 30       | КиноДетство. Маша и медведь. Героями не рождаются. Новые эпизоды |        |          |         |      |       |
| Н О Я Б Р Ь   | 1        | Кармен                                                           |        |          |         |      |       |
| Н О Я Б Р Ь   | 3        | David Bowie это…                                                 |        |          |         |      |       |
| Н О Я Б Р Ь   | 4        | Матисс                                                           |        |          |         |      |       |
| Н О Я Б Р Ь   | 6        | Интерстеллар                                                     |        |          |         |      |       |
| Н О Я Б Р Ь   | 6        | Детка                                                            |        |          |         |      |       |
| Н О Я Б Р Ь   | 6        | Экстрасенс 2: Лабиринты разума                                   |        |          |         |      |       |
| Н О Я Б Р Ь   | 6        | Махни крылом                                                     |        |          |         |      |       |
| Н О Я Б Р Ь   | 6        | З/Л/О: Новый вирус                                               |        |          |         |      |       |
| Н О Я Б Р Ь   | 6        | Амазония: Инструкция по выживанию                                |        |          |         |      |       |
| Н О Я Б Р Ь   | 6        | Как украсть бриллиант                                            |        |          |         |      |       |
| Н О Я Б Р Ь   | 6        | Прощай, речь 3D                                                  |        |          |         |      |       |
| Н О Я Б Р Ь   | 6        | Duran Duran: Вне сцены                                           |        |          |         |      |       |
| Н О Я Б Р Ь   | 6        | Моё лето пинг-понга                                              |        |          |         |      |       |
| Н О Я Б Р Ь   | 8        | Здорово и вечно                                                  |        |          |         |      |       |
| Н О Я Б Р Ь   | 8        | Свадьба Фигаро                                                   |        |          |         |      |       |
| Н О Я Б Р Ь   | 11       | Манон                                                            |        |          |         |      |       |
| Н О Я Б Р Ь   | 12       | Двенадцатая ночь                                                 |        |          |         |      |       |
| Н О Я Б Р Ь   | 12       | Сон в летнюю ночь                                                |        |          |         |      |       |
| Н О Я Б Р Ь   | 13       | С любовью, Рози                                                  |        |          |         |      |       |
| Н О Я Б Р Ь   | 13       | Лучшее во мне                                                    |        |          |         |      |       |
| Н О Я Б Р Ь   | 13       | Мамочка                                                          |        |          |         |      |       |
| Н О Я Б Р Ь   | 13       | Уиджи: Доска Дьявола                                             |        |          |         |      |       |
| Н О Я Б Р Ь   | 13       | Спасение                                                         |        |          |         |      |       |
| Н О Я Б Р Ь   | 13       | День дурака                                                      |        |          |         |      |       |
| Н О Я Б Р Ь   | 13       | Новая подружка                                                   |        |          |         |      |       |
| Н О Я Б Р Ь   | 13       | Рио, я люблю тебя                                                |        |          |         |      |       |
| Н О Я Б Р Ь   | 13       | Отмороженные                                                     |        |          |         |      |       |
| Н О Я Б Р Ь   | 13       | Клоун                                                            |        |          |         |      |       |
| Н О Я Б Р Ь   | 18       | RSC: Бесплодные усилия любви                                     |        |          |         |      |       |
| Н О Я Б Р Ь   | 19       | Бесплодные усилия любви                                          |        |          |         |      |       |
| Н О Я Б Р Ь   | 20       | Голодные игры: Сойка-пересмешница. Часть I                       |        |          |         |      |       |
| Н О Я Б Р Ь   | 20       | Superнянь                                                        |        |          |         |      |       |
| Н О Я Б Р Ь   | 20       | Sex, кофе, сигареты                                              |        |          |         |      |       |
| Н О Я Б Р Ь   | 20       | Не бойся, я с тобой! 1919                                        |        |          |         |      |       |
| Н О Я Б Р Ь   | 20       | Каникулы маленького Николя                                       |        |          |         |      |       |
| Н О Я Б Р Ь   | 20       | Сын                                                              |        |          |         |      |       |
| Н О Я Б Р Ь   | 22       | КиноДетство. День медведя                                        |        |          |         |      |       |
| Н О Я Б Р Ь   | 22       | Севильский цирюльник                                             |        |          |         |      |       |
| Н О Я Б Р Ь   | 23       | Дочь фараона                                                     |        |          |         |      |       |
| Н О Я Б Р Ь   | 27       | Несносные боссы 2                                                |        |          |         |      |       |
| Н О Я Б Р Ь   | 27       | Третья персона                                                   |        |          |         |      |       |
| Н О Я Б Р Ь   | 27       | Пингвины Мадагаскара                                             |        |          |         |      |       |
| Н О Я Б Р Ь   | 27       | Как меня зовут                                                   |        |          |         |      |       |
| Н О Я Б Р Ь   | 27       | Джезабель                                                        |        |          |         |      |       |
| Н О Я Б Р Ь   | 27       | Моя Госпожа                                                      |        |          |         |      |       |
| Н О Я Б Р Ь   | 27       | Логово зверя                                                     |        |          |         |      |       |
| Н О Я Б Р Ь   | 27       | Прости за любовь                                                 |        |          |         |      |       |
| Н О Я Б Р Ь   | 27       | Лёгкие деньги                                                    |        |          |         |      |       |
| Н О Я Б Р Ь   | 27       | Правила жизни французского парня                                 |        |          |         |      |       |
| Н О Я Б Р Ь   | 27       | Fantastic Shorts                                                 |        |          |         |      |       |
| Н О Я Б Р Ь   | 29       | КиноДетство. Тише, бабушка спит                                  |        |          |         |      |       |
| Д Е К А Б Р Ь | 3        | О мышах и людях                                                  |        |          |         |      |       |
| Д Е К А Б Р Ь | 4        | Патруль времени                                                  |        |          |         |      |       |
| Д Е К А Б Р Ь | 4        | Зачётный препод                                                  |        |          |         |      |       |
| Д Е К А Б Р Ь | 4        | Звезда                                                           |        |          |         |      |       |
| Д Е К А Б Р Ь | 4        | Любит не любит                                                   |        |          |         |      |       |
| Д Е К А Б Р Ь | 4        | Пирамида                                                         |        |          |         |      |       |
| Д Е К А Б Р Ь | 4        | Исчезновение Элеанор Ригби                                       |        |          |         |      |       |
| Д Е К А Б Р Ь | 4        | Василиса                                                         |        |          |         |      |       |
| Д Е К А Б Р Ь | 4        | Хочешь или нет?                                                  |        |          |         |      |       |
| Д Е К А Б Р Ь | 4        | Дети священника                                                  |        |          |         |      |       |
| Д Е К А Б Р Ь | 4        | Хроника падения                                                  |        |          |         |      |       |
| Д Е К А Б Р Ь | 4        | Пристрастие к жизни                                              |        |          |         |      |       |
| Д Е К А Б Р Ь | 7        | Баядерка                                                         |        |          |         |      |       |
| Д Е К А Б Р Ь | 11       | Хоббит: Битва пяти воинств                                       |        |          |         |      |       |
| Д Е К А Б Р Ь | 11       | Путешествие Гектора в поисках счастья                            |        |          |         |      |       |
| Д Е К А Б Р Ь | 11       | Репортаж: Апокалипсис                                            |        |          |         |      |       |
| Д Е К А Б Р Ь | 11       | Бабай                                                            |        |          |         |      |       |
| Д Е К А Б Р Ь | 11       | Музеи Ватикана                                                   |        |          |         |      |       |
| Д Е К А Б Р Ь | 11       | Дурак                                                            |        |          |         |      |       |
| Д Е К А Б Р Ь | 13       | Нюрнбергские мейстерзингеры                                      |        |          |         |      |       |
| Д Е К А Б Р Ь | 16       | Отныне и вовек                                                   |        |          |         |      |       |
| Д Е К А Б Р Ь | 18       | Звёздная карта                                                   |        |          |         |      |       |
| Д Е К А Б Р Ь | 18       | Вычислитель                                                      |        |          |         |      |       |
| Д Е К А Б Р Ь | 18       | Феи: Легенда о чудовище                                          |        |          |         |      |       |
| Д Е К А Б Р Ь | 18       | Астерикс: Земля Богов                                            |        |          |         |      |       |
| Д Е К А Б Р Ь | 18       | Рука Дьявола                                                     |        |          |         |      |       |
| Д Е К А Б Р Ь | 18       | Последний рейс                                                   |        |          |         |      |       |
| Д Е К А Б Р Ь | 18       | Инородное тело                                                   |        |          |         |      |       |
| Д Е К А Б Р Ь | 20       | Буря                                                             |        |          |         |      |       |
| Д Е К А Б Р Ь | 21       | Щелкунчик                                                        |        |          |         |      |       |
| Д Е К А Б Р Ь | 25       | Чем дальше в лес...                                              |        |          |         |      |       |
| Д Е К А Б Р Ь | 25       | Ёлки 1914                                                        |        |          |         |      |       |
| Д Е К А Б Р Ь | 25       | Мамы 3                                                           |        |          |         |      |       |
| Д Е К А Б Р Ь | 25       | Последние часы                                                   |        |          |         |      |       |
| Д Е К А Б Р Ь | 25       | 3 сердца                                                         |        |          |         |      |       |

## Мировые фильмы, вышедшие в прокат в России в 2014 году

### Январь
- 1 января —
  - Невероятная жизнь Уолтера Митти
  - 47 ронинов
  - Тарзан
  - Каас поёт Пиаф
- 5 января —
  - Земля медведей
- 9 января —
  - Парклэнд
  - Хроники ломбарда
  - Паранормальное явление: Метка Дьявола
  - Анжелика, маркиза ангелов
  - Как я теперь люблю
  - Тётушки
- 16 января —
  - Джек Райан: Теория хаоса
  - Воровка книг
  - Забойный реванш
  - Колония
  - Не угаснет надежда
  - Разомкнутый круг
  - Роман с кокаином
  - Холостячки в Вегасе
  - Гранд Централ. Любовь на атомы
  - Голоса
- 23 января —
  - Внутри Льюина Дэвиса
  - Я, Франкенштейн
  - Спасти мистера Бэнкса
  - Геракл: Начало легенды
  - Несносный дед
  - Студент года
  - Роботы 3D
  - Пиратское телевидение
- 28 января —
  - Снегурочка
  - Мы едем, едем, едем…
- 30 января —
  - Август
  - Пришествие Дьявола
  - Мои африканские приключения
  - Храброе сердце
  - Одержимая

### Февраль
- 6 февраля —
  - Волк с Уолл-стрит
  - Этот неловкий момент
  - В спорте только девушки
  - Лекарь: Ученик Авиценны
  - Секретный эксперимент
  - Белка и Стрелка. Лунные приключения
- 13 февраля —
  - Робокоп
  - Нимфоманка: Часть 1
  - Афера по-американски
  - Любовь сквозь время
  - Золото
  - Очень плохие парни
  - Феи: Загадка пиратского острова
  - Нереальная любовь
- 19 февраля — Помпеи
- 20 февраля —
  - Уцелевший
  - Охотники за сокровищами
  - Ветер крепчает
  - Мистериум. Начало
  - Снова 16
  - Откровения лучших порномоделей
  - Жажда
  - Зимний путь
  - Мизерере
  - 9 месяцев строгого режима
  - Ожидание
  - Экстремистки. Combat Girls
- 27 февраля —
  - Академия вампиров
  - Далласский клуб покупателей
  - Трудно быть богом
  - Лего. Фильм
  - Она
  - Байкеры 3
  - Филомена
  - Лёгок на помине
  - Спираль
  - Час призраков
- 28 февраля — Небраска

### Март
- 6 марта —
  - 300 спартанцев: Расцвет империи
  - Дубровский
  - Нимфоманка: Часть 2
  - Анатомия любви
  - С 8 марта, мужчины!
  - Приключения мистера Пибоди и Шермана
- 13 марта —
  - Отель «Гранд Будапешт»
  - Need for Speed: Жажда скорости
  - Воздушный маршал
  - Владение 18
  - Последняя любовь мистера Моргана
  - Конгресс
  - Короткий срок 12
- 20 марта —
  - Опасная иллюзия
  - Рио 2
  - Ив Сен Лоран
  - Залётчики
  - Проклятье 3D 2
  - Иуда
  - Роковая страсть
  - Моя большая испанская семья
- 27 марта —
  - Ной
  - Красавица и чудовище
  - Рейд 2
  - Недетские игры
  - Патэма наоборот

### Апрель
- 3 апреля —
  - Первый мститель: Другая война
  - Стартап
  - Синевир
  - Китайская головоломка
  - Питер. Лето. Любовь
  - Шагал — Малевич
  - Дом Хемингуэй
- 10 апреля —
  - Дивергент
  - Выживут только любовники
  - Три дня на убийство
  - Медсестра 3D
  - Окулус
  - Авантюристы
  - Гангста Love
  - Это твой день
  - Летняя ночь в Барселоне
  - Сердце льва
- 17 апреля —
  - Саботаж
  - Реальная белка
  - Дом с паранормальными явлениями 2
  - Скорый «Москва-Россия»
  - Чёрная роза
  - Любовь, секс и Лос-Анджелес
  - Том на ферме
  - Небо падших
  - Любовь – это идеальное преступление
  - Голгофа
  - Глория
- 24 апреля —
  - Новый Человек-паук. Высокое напряжение
  - Газгольдер: Фильм
  - Оторвы
  - Под маской жиголо
  - Танцуй отсюда!
  - Диалоги
  - Зеркала
  - Мамарош

### Май
- 1 мая —
  - Возмездие
  - Другая женщина
  - Кухня в Париже
  - Всё, что вы хотели знать о сексе и налогах
  - Олли и сокровища пиратов
  - Двойник
  - Джо
  - Коктейль
- 8 мая —
  - 13-й район: Кирпичные особняки
  - Восьмёрка
  - 22 минуты
  - Блондинка в эфире
  - Эксперимент: Зло
  - Холостяки в отрыве
  - Кот Гром и заколдованный дом
  - Параджанов
  - Тур де Шанс
- 15 мая —
  - Годзилла
  - Долгое падение
  - Космический пират Харлок
  - 10 мгновений судьбы
  - Венера в мехах
  - Младенец в подарок
  - Вулкан страстей
  - Лесной патруль
- 22 мая —
  - Люди Икс: Дни минувшего будущего
  - Принцесса Монако
  - Этим утром в Нью-Йорке
  - Подарок с характером
  - Босиком по городу
  - Жестокий ринг
- 29 мая —
  - Малефисента
  - Соседи. На тропе войны
  - Букашки. Приключение в Долине муравьёв
  - 13 грехов
  - Неправильные копы
  - Однажды в лесу
  - Осеан
  - Соблазнённые и брошенные

### Июнь
- 5 июня —
  - Грань будущего
  - Повар на колесах
  - Фрэнк
  - Всё и сразу
  - Чебурашка
  - Навязчивые ритмы
  - Обещание
  - Я закопаю тебя
- 12 июня —
  - Как приручить дракона 2
  - Железный рыцарь 2
  - Я не вернусь
  - Кровавая месть
  - Кайт
  - Форт Росс: В поисках приключений
- 19 июня —
  - Смешанные
  - Оборотень
  - Пластик
  - До свидания мама
  - WTF! Какого черта?
- 26 июня —
  - Лок
  - Трансформеры 4: Эпоха истребления
  - Враг
  - Мой Аттила Марсель
  - Не говори ничего
  - Принцесса и нищий
  - Жёлтоглазые крокодилы

### Июль
- 3 июля —
  - Мачо и ботан 2
  - Теорема Зеро
  - Хоть раз в жизни
  - Лига мечты
  - Одна встреча
  - Прогулка по солнечному свету
- 10 июля —
  - Превосходство
  - Поддубный
  - Легенды страны Оз: Возвращение в Изумрудный Город
  - Миллион способов потерять голову
  - Инструкции не прилагаются
- 17 июля —
  - Планета обезьян: Революция
  - Шаг вперёд: Всё или ничего
  - Любовь по рецепту и без
  - За тридевять земель
- 24 июля —
  - Геракл
  - Домашнее видео: Только для взрослых
  - Король сафари
- 31 июля —
  - Стражи Галактики
  - Побудь в моей шкуре
  - Судная ночь 2

### Август
- 7 августа —
  - Черепашки-ниндзя 1
  - Навстречу Шторму
- 14 августа —
  - Неудержимые 3
- 21 августа —
  - Большая афера
  - Город грехов 2: Женщина, ради которой стоит убивать
  - Самолёты: Огонь и вода
  - Люблю твою жену
  - Посвящённый
- 28 августа -
  - Курманжан Датка
- 28 августа —
  - Типа копы
  - Избави нас от лукавого
  - Лофт
  - Волки
  - Весёлые ребята
  - Если я останусь

### Сентябрь
- 4 сентября —
  - Сигнал
  - Виноваты звезды
- 11 сентября —
  - Люси
  - Ровер
  - Самый опасный человек
  - Пряности и страсти
  - Медвежонок и Кисенок
  - Зип и Зап и Клуб стеклянных шариков
  - История дельфина 2
- 18 сентября —
  - Корпоратив
  - Бегущий в лабиринте
  - Ещё[14]
  - Человек ноября
  - Холод в июле
- 25 сентября — 
  - Великий уравнитель
  - Таймлесс 2: Сапфировая книга
  - Магия лунного света[15]
  - Класс коррекции[16]
  - Открытые окна
  - Семейка монстров
  - Теория заговора

### Октябрь
- 2 октября —
  - Смешанные чувства
  - Исчезнувшая
  - Дружба и никакого секса
  - Оставленные
- 9 октября —
  - Бивень
  - Интервью
  - Солнечный удар[17]
  - Дракула
  - Александр и ужасный, кошмарный, нехороший, очень плохой день
  - Выпускной
- 16 октября —
  - Судья
  - 2 спальни, 1 ванная
  - Укради мою жену
  - Прогулка среди могил
  - Следы на снегу
  - Страховщик
  - Убить гонца
  - Уик-энд
- 23 октября —
  - Горько! 2
  - Обитель проклятых
  - Зильс-Мария
  - Одержимость
- 25 октября —
  - Город героев
- 30 октября —
  - Ярость
  - Серена
  - Пандемониум
  - Репортаж 4: Апокалипсис
  - Общак
  - Прежде, чем я усну
  - Пчёлка Майя
- 31 октября —
  - Тонкий человек: Slender Man
  - Стрингер

### Ноябрь
- 6 ноября —
  - Интерстеллар
  - Лучшее во мне
  - Детка
  - Махни крылом!
- 13 ноября —
  - Бабай
  - Монстры 2: Тёмный континент
  - Джезабель
  - Спасение
  - День дурака
  - С любовью, Рози
- 20 ноября —
- Superнянь 
  - Голодные игры: Сойка-пересмешница. Часть I
  - Здорово и вечно
  - Охотник на лис
  - Sex, кофе, сигареты
  - Не бойся, я с тобой! 1919
- 27 ноября —
  - Третья персона
  - Несносные боссы 2
  - Пингвины Мадагаскара

### Декабрь
- 4 декабря —
  - Шальная карта
  - Дальше живите сами
  - Колодец желаний
  - Звезда
  - Пирамида
  - Игра на высоте
- 11 декабря —
  - Хоббит: Битва пяти воинств
  - Игра на высоте
  - Тесей
  - Страх глубины
  - Путешествие Гектора в поисках счастья
- 18 декабря —
  - Звёздная карта
  - Астерикс: Земля Богов
  - Феи: Легенда о чудовище
  - Инородное тело
  - Вычислитель
- 20 декабря —
  - Временщик
- 25 декабря —
  - Чем дальше в лес
  - Ёлки 1914
  - Мамы 3

## Отечественные фильмы и фильмы постсоветских республик, вышедшие в прокат в 2014 году

### РФ

#### Январь
- 1 января — 
  - Быстрее, чем кролики
  - Друзья друзей
- 23 января — Чемпионы

### Фильмы совместных производителей

#### Двух и более стран

##### Январь
- 1 января — Любовь в большом городе 3 (РФ-Украина)
- 30 января — Вий (Украина-Чехия-РФ)

### Телесериалы

#### Латиноамериканские телесериалы

##### Мексика
- Итальянка собирается замуж
- Кошка
- Нелюбимая

## Рекорды
- Мультфильм «Холодное сердце» стал самым кассовым анимационным фильмом за всю историю мирового проката (без учёта инфляции), а также первым анимационным фильмом Disney Animation Studios, собравшим мировую кассу более $1 миллиарда[18], и лишь вторым мультфильмом, общемировые кассовые сборы которого превысили $1 миллиард (первый мультфильм «История игрушек 3»). Кроме того, «Холодное сердце» стал самым кассовым анимационным релизом Disney и Disney/Pixar в 27 странах, включая Россию[19].

## Рейтинги
- Фонд «Общественное мнение» провёл опрос 8-9 февраля в 100 населённых пунктах России среди 1,5 тысячи людей на тему любимого мультфильма. Результат выглядит следующим образом[20]:

1. «Ну, погоди!»
2. «Маша и Медведь»
3. «Шрек» и «Простоквашино»

- Девять кинокомпаний выбраны лидерами российского кинопроизводства на 2014 год согласно решению Попечительского совета Федерального фонда социальной и экономической поддержки отечественной кинематографии. Это «АРТ Пикчерс Студия», «Дирекция Кино», Студия «ТриТэ», «ПРОФИТ», Кинокомпания «СТВ», «Централ Партнершип», «Нон-стоп продакшн», «ТаББаК» и Enjoy Movies[21].

## Награды

### Премия «Золотой глобус»
71-я церемония вручения наград американской премии «Золотой глобус» состоялась 12 января 2014 года в отеле «Беверли-Хилтон», Лос-Анджелес, США. Ведущими церемонии второй год подряд выступили комедийные актрисы Тина Фей и Эми Полер. Почётная награда имени Сесиля Б. Де Милля за жизненные достижения в области кинематографа была вручена режиссёру, сценаристу и актёру Вуди Аллену.
- Лучший фильм (драма): «12 лет рабства»
- Лучший фильм (комедия или мюзикл): «Афера по-американски»
- Лучший режиссёр: Альфонсо Куарон — «Гравитация»
- Лучшая мужская роль (драма): Мэттью Макконахи — «Далласский клуб покупателей»
- Лучшая женская роль (драма): Кейт Бланшетт — «Жасмин»
- Лучшая мужская роль (комедия или мюзикл): Леонардо Ди Каприо — «Волк с Уолл-стрит»
- Лучшая женская роль (комедия или мюзикл): Эми Адамс — «Афера по-американски»
- Лучшая мужская роль второго плана: Джаред Лето — «Далласский клуб покупателей»
- Лучшая женская роль второго плана: Дженнифер Лоуренс — «Афера по-американски»
- Лучший сценарий: Спайк Джонз — «Она»
- Лучший анимационный фильм: «Холодное сердце»
- Лучший фильм на иностранном языке:  «Великая красота»

### Critics' Choice Movie Awards
19-я церемония вручения наград премии Critics' Choice Movie Awards Ассоциацией телекинокритиков США и Канады прошла 16 января 2014 года в аэропорту города Санта-Моника в знаменитом ангаре The Barker Hangar. Ведущей церемонии была комедийная актриса Айша Тайлер.
- Лучший фильм: «12 лет рабства»
- Лучший режиссёр: Альфонсо Куарон — «Гравитация»
- Лучшая мужская роль: Мэттью Макконахи — «Далласский клуб покупателей»
- Лучшая женская роль: Кейт Бланшетт — «Жасмин»
- Лучшая мужская роль второго плана: Джаред Лето — «Далласский клуб покупателей»
- Лучшая женская роль второго плана: Лупита Нионго — «12 лет рабства»
- Лучший(-ая) актёр/актриса: Адель Экзаркопулос — «Жизнь Адель»
- Лучший актёрский состав: «Афера по-американски»
- Лучший анимационный фильм: «Холодное сердце»
- Лучший фильм на иностранном языке: «Жизнь Адель»

### Кинофестиваль «Сандэнс»
Кинофестиваль «Сандэнс-2014» прошёл с 16 по 26 января городе Парк-Сити, штат Юта, США, с показами в городах Солт-Лейк-Сити, Огден и на курорте Сандэнс штата Юта.
- Лучший американский художественный фильм: «Плеть»
- Лучший зарубежный художественный фильм: ,  «Убить человека[англ.]»
- Лучший американский документальный фильм: «Рич Хилл[англ.]»
- Лучший зарубежный документальный фильм: , «Возвращение в Хомс[англ.]»

### Премия Гильдии киноактёров США
20-я церемония вручения премии Гильдии киноактёров США за заслуги в области кинематографа и телевидения за 2013 год состоялась 18 января 2014 года в Лос-Анджелесе.
- Лучшая мужская роль: Мэттью Макконахи — «Далласский клуб покупателей»
- Лучшая женская роль: Кейт Бланшетт — «Жасмин»
- Лучшая мужская роль второго плана: Джаред Лето — «Далласский клуб покупателей»
- Лучшая женская роль второго плана: Лупита Нионго — «12 лет рабства»
- Лучший актёрский состав: «Афера по-американски»
- Лучший каскадёрский состав: «Уцелевший»

### Премия Гильдии продюсеров США
25-я церемония вручения премий Гильдии продюсеров США за заслуги в области кинематографа и телевидения за 2013 год состоялась 19 января 2014 года в отеле The Beverly Hilton в Беверли-Хиллз. Главный приз впервые в истории разделили сразу два фильма.
- Премия им. Дэррила Ф. Занука за продюсирование игрового фильма:

- «Гравитация» — Альфонсо Куарон и Дэвид Хейман
- «12 лет рабства» — Брэд Питт, Деде Гарднер, Джереми Клейнер, Стив Маккуин и Энтони Катагас

- Премия за продюсирование анимационного фильма: «Холодное сердце» — Питер дель Вечо
- Премия за продюсирование документального фильма: «Мы крадём секреты: история WikiLeaks[англ.]» — Алексис Блум, Марк Шмугер и Алекс Гибни.

### Роттердамский кинофестиваль
43-я церемония награждения Роттердамского международного кинофестиваля прошла с 22 января по 2 февраля в Роттердаме. Всего в конкурсную программу вошло 15 картин, в том числе российский фильм «Комбинат «Надежда»» Натальи Мещаниновой. В рамках других программ фестиваля были показаны ещё два фильма из России — «Трудно быть богом» Алексея Германа и «Ещё один год» Оксаны Бычковой.
- Приз Тигра:  «Анатомия скрепки»,  «Хан Гонг-джу[англ.]»,  «Что-то должно сломаться»
- Большой экран:  «Ещё один год»

### Гильдия режиссёров Америки
66-я церемония вручения премий Американской гильдии режиссёров за заслуги в области кинематографа и телевидения за 2013 год состоялась 25 января 2014 года в большом зале отеля Hyatt Regency Century Plaza в Лос-Анджелесе.
- Лучший фильм: «Гравитация» Альфонсо Куарона
- Лучший документальный фильм: «Площадь[англ.]» Джехана Нуджайма[англ.]

### Премия «Золотой орёл»
12-я церемония вручения наград премии «Золотой орёл» состоялась 29 января 2014 года в первом павильоне киноконцерна «Мосфильм».
- Лучший игровой фильм: «Легенда № 17»
- Лучший неигровой фильм: «Африка: Кровь и красота»
- Лучший анимационный фильм: «Тише, бабушка спит»
- Лучшая режиссёрская работа: Александр Велединский за работу над фильмом «Географ глобус пропил»
- Лучший сценарий: Михаил Местецкий и Николай Куликов за сценарий к фильму «Легенда № 17»
- Лучшая мужская роль: Константин Хабенский за роль в фильме «Географ глобус пропил»
- Лучшая женская роль: Елена Лядова за роль в фильме «Географ глобус пропил»
- Лучшая мужская роль второго плана: Владимир Меньшов за роль в фильме «Легенда № 17»
- Лучшая женская роль второго плана: Нина Усатова за роль в фильме «Легенда № 17»
- Лучший зарубежный фильм в российском прокате:  «Гравитация»

### Премия «Белый слон»
16-я церемония кинопремии Гильдии киноведов и кинокритиков России «Белый слон» прошла 4 февраля в Доме кино в Москве.
- Лучший фильм: «Географ глобус пропил»
- Лучшая режиссёрская работа: Кира Муратова — «Вечное возвращение»
- Лучший мужская роль: Константин Хабенский — «Географ глобус пропил»
- Лучшая женская роль: Елена Лядова — «Географ глобус пропил»
- Лучший мужская роль второго плана: Евгений Ткачук — «Зимний путь»
- Лучшая женская роль второго плана: Юлия Ауг — «Интимные места»
- Лучший документальный фильм: «Кровь»
- Лучший анимационный фильм: «Бессмертный»
- Лучший сценарий: Денис Осокин — «Небесные жёны луговых мари»
- Лучшая операторская работа: Шандор Беркеши — «Небесные жёны луговых мари»
- Лучшая работа художника: «Небесные жёны луговых мари»
- Лучшая музыка: Эдуард Артемьев — «Легенда № 17»
- Событие года: «Трудно быть богом»
- Приз имени Мирона Черненко: «Трудно быть богом»
- Приз молодых кинокритиков: «Вечное возвращение»

### Берлинский кинофестиваль
64-й Каннский международный кинофестиваль проходил с 6 по 16 февраля 2014 года Берлине, Германия. В основной конкурс вошло 20 лент. Жюри основного конкурса возглавлял американский продюсер и сценарист Джеймс Шеймус.
- Золотой медведь: «Чёрный уголь, тонкий лёд», реж. Йинан Дяо ()
- Гран-при жюри (Серебряный медведь): «Отель "Гранд Будапешт"», реж. Уэс Андерсон (, , )
- Серебряный медведь за лучшую режиссёрскую работу: Ричард Линклейтер, «Отрочество» ()
- Серебряный медведь за лучшую мужскую роль: Ляо Куроки за «Чёрный уголь, тонкий лёд» ()
- Серебряный медведь за лучшую женскую роль: Хару Куроки за «Маленький дом» ()
- Серебряный медведь за лучший сценарий: Дитрих Брюггеманн за «Крестный путь» ()

### Международный кинофестиваль в Санта-Барбаре[англ.]
29-й международный кинофестиваль в Санта-Барбаре прошёл с 6 по 17 февраля 2014 года.
- Лучший фильм на иностранном языке:  «Мальчики с Востока»
- Лучший документальный фильм: Queens & Cowboys: A Straight Year on the Gay Rodeo
- Лучший восточноевропейский фильм:  «Бауыр»

### Премия BAFTA
67-я церемония вручения наград британской премии «BAFTA» состоялась 16 февраля 2014 года в Королевском театре Ковент-Гарден в Лондоне, Великобритания. 
- Лучший фильм: «12 лет рабства»
- Лучший британский фильм: «Гравитация»
- Лучший фильм на иностранном языке:  «Великая красота»
- Лучший режиссёр: Альфонсо Куарон — «Гравитация»
- Лучшая мужская роль: Чиветел Эджиофор — «12 лет рабства»
- Лучшая женская роль: Кейт Бланшетт — «Жасмин»
- Лучшая мужская роль второго плана: Бархад Абди — «Капитан Филлипс»
- Лучшая женская роль второго плана: Дженнифер Лоуренс — «Афера по-американски»
- Лучший оригинальный сценарий: Эрик Уоррен Сингер и Дэвид Оуэн Расселл — «Афера по-американски»
- Лучший адаптированный сценарий: Стив Куган и Джефф Поп — «Филомена»
- Лучший анимационный фильм: «Холодное сердце»

### Премия «Сезар»
39-я церемония вручения наград премии «Сезар» за заслуги в области французского кинематографа за 2013 год состоялась 28 февраля 2014 года в театре «Шатле» (Париж, Франция) 
- Лучший фильм: «Я, снова я и мама»
- Лучший фильм на иностранном языке:  «Разомкнутый круг»
- Лучший режиссёр: Роман Полански — «Венера в мехах»
- Лучшая мужская роль: Гийом Гальенн — «Я, снова я и мама»
- Лучшая женская роль: Сандрин Киберлэн — «9 месяцев строгого режима»
- Лучшая мужская роль второго плана: Нильс Ареструп — «Набережная Орсе»
- Лучшая женская роль второго плана: Адель Анель — «Сюзанн»
- Лучший оригинальный сценарий: Альбер Дюпонтель — «9 месяцев строгого режима»
- Лучший адаптированный сценарий: Гийом Гальенн — «Я, снова я и мама»

### Премия «Независимый дух» (Independent Spirit Awards)
29-я церемония вручения премии «Независимый дух», ориентированной в первую очередь на американское независимое кино, за 2013 год состоялась 1 марта 2014 года в Лос-Анджелесе.
- Лучший фильм: «12 лет рабства»
- Лучший режиссёр: Стив МакКуин — «12 лет рабства»
- Лучшая мужская роль: Мэттью Макконахи — «Далласский клуб покупателей»
- Лучшая женская роль: Кейт Бланшетт — «Жасмин»
- Лучшая мужская роль второго плана: Джаред Лето — «Далласский клуб покупателей»
- Лучшая женская роль второго плана: Лупита Нионго — «12 лет рабства»
- Лучший сценарий: Джон Ридли — «12 лет рабства»
- Лучший фильм на иностранном языке:  «Жизнь Адель»

### Премия «Оскар»
86-я церемония вручения наград американской премии «Оскар» состоялась 2 марта 2014 года в театре «Долби», Лос-Анджелес, США. Ведущей церемонии была  актриса и телеведущая Эллен Дедженерес.
- Лучший фильм: «12 лет рабства»
- Лучший режиссёр: Альфонсо Куарон — «Гравитация»
- Лучшая мужская роль: Мэттью Макконахи — «Далласский клуб покупателей»
- Лучшая женская роль: Кейт Бланшетт — «Жасмин»
- Лучшая мужская роль второго плана: Джаред Лето — «Далласский клуб покупателей»
- Лучшая женская роль второго плана: Лупита Нионго — «12 лет рабства»
- Лучший оригинальный сценарий: Спайк Джонз — «Она»
- Лучший адаптированный сценарий: Джон Ридли — «12 лет рабства»
- Лучший анимационный фильм: «Холодное сердце»
- Лучший фильм на иностранном языке:  «Великая красота»

### Суздальский фестиваль анимации
19-й Открытый российский фестиваль анимационного кино прошёл в Суздале с 19 по 24 марта. В конкурсной программе приняли участие 111 картин, которые оценивали два состава жюри: авторской анимации (Аркадий Мелик-Саркисян, Алексей Алексеев, Ирина Кодюкова, Вадим Абдрашитов, Алексей Рыбников) и коммерческой (Ирина Муромцева, Дмитрий Ловейко, Юрий Кулаков, Руслан Татаринцев).
- Лучший полнометражный фильм: «Ку! Кин-дза-дза»
- Лучшее изобразительное решение: «Toro danza»
- Лучшая драматургия: «Возвращение Буратино»
- Лучший дебют: «Другие берега (альманах „Зеркало“ № 1)»
- Лучший студенческий фильм: «Фокус»
- Лучший мультипликат: «Банка»
- Лучшая режиссура: «Другие берега (альманах „Зеркало“ № 1)»
- Лучшее звуковое решение: «Шляпная теория»
- Лучший фильм для детей: «День медведя»
- Лучший сериал: «Пластилиновая азбука»
- Лучшая прикладная анимация: «Поздравительная заставка к 20-му фестивалю „Крок“»
- Гран-При: решено не присуждать[34]

### Вильнюсский международный кинофестиваль «Кино—весна»
19-й Международный кинофестиваль «Кино—весна» прошёл в Вильнюсе с 20 марта по 3 апреля. В его рамках было представлено 247 фильмов из 67 стран.
- Приз зрительских симпатий:  «Омар»
- Приз «Балтийский взгляд» за лучший фильм:  «Комбинат «Надежда»»
- Приз «Новая Европа — новые имена» за лучший фильм:  «Японская собака»

### Премия «Ника»
27-я церемония вручения наград премии «Ника» состоялась 1 апреля 2014 года в Московском государственном академическом театре оперетты.
- Лучший игровой фильм: «Географ глобус пропил»
- Лучший неигровой фильм: «Труба»
- Лучший анимационный фильм: «Ку! Кин-дза-дза»
- Лучшая режиссёрская работа: Александр Велединский за работу над фильмом «Географ глобус пропил»
- Лучший сценарий: Константин Лопушанский и Павел Финн за сценарий к фильму «Роль»
- Лучшая мужская роль: Константин Хабенский за роль в фильме «Географ глобус пропил»
- Лучшая женская роль: Елена Лядова за роль в фильме «Географ глобус пропил»
- Лучшая мужская роль второго плана: Юрий Быков за роль в фильме «Дурак»
- Лучшая женская роль второго плана: Наталья Фатеева за роль в фильме «Летящие по ветру листья»

### Европейский фестиваль независимого кино ECU
9-й Европейский фестиваль независимого кино ECU прошёл в Париже с 4 по 6 апреля. Всего в конкурсе участвовали 85 фильмов из 32 стран.
- Лучший европейский независимый фильм: «216 Months»
- Лучший европейский независимый короткометражный фильм: «Blind Squad»
- Лучшая европейская независимая драма: «The Enemy Within»
- Лучший европейский независимый документальный фильм: «Sickfuckpeople»
- Лучший европейский независимый анимационный фильм: «Drag Me»
- Лучший европейский экспериментальный фильм:  «Второе дыхание» Сергея Цысса

### Кинофестиваль «Святая Анна»
21-й Открытый Фестиваль студенческих и дебютных фильмов «Святая Анна» прошёл в Москве с 4 по 12 апреля. В конкурсе участвовало 330 фильмов. Жюри возглавил режиссёр и сценарист Александр Миндадзе.
- Лучший игровой фильм: «Ушелец», «Четыре женщины», «Трубля»
- Лучший сценарий: Алена Рубинштейн — «Арал — Тур international»
- Лучший анимационный фильм: «Мой личный лось», «Банка»
- Лучшая операторская работа: Антон Громов — «Презрение», Никита Розов — «Наследник»
- Лучший документальный фильм: решено не вручать
- Приз Гильдии киноведов и кинокритиков России: Павел Ганин — «Запечатлённый момент»

### Кинопремия «Белый квадрат»
11-я церемония вручения Премии операто-рского искусства «Белый квадрат» прошла 7 апреля 2014 года в Московском государственном академическом детском музыкальном театре им. Н. И. Сац.
- Лучший кинооператор года: Олег Лукичёв — «Иван сын Амира»
- Приз за вклад в операторское искусство имени Сергея Урусевского: Валерий Шувалов
- Операторское признание: Людмила Кусакова

### MTV Movie Awards 2014
Церемония вручения кинонаград канала MTV за 2013 год состоялась 13 апреля 2014 года в театре Nokia в Лос-Анджелесе. Ведущим стал американский комик и телеведущий Конан О’Брайен. Награда в категории «Признание поколения» была вручена актёру Марку Уолбергу.
- Лучший фильм года: «Голодные игры: И вспыхнет пламя»
- Лучшая мужская роль: Джош Хатчерсон — «Голодные игры: И вспыхнет пламя»
- Лучшая женская роль: Дженнифер Лоуренс — «Голодные игры: И вспыхнет пламя»
- Прорыв года: Уилл Поултер — «Мы — Миллеры»

### Национальный кинофестиваль дебютов «Движение»
2-й национальный кинофестиваль дебютов «Движение» пройдёт с 23 по 27 апреля в Омске. В основкую конкурсную программу «Движение. Вперёд» вошло 8 картин. В состав жюри вошли актёр Анатолий Белый, актриса Дарья Мороз и продюсер Елена Яцура, а Владимир Хотиненко его возглавил.
- Лучший фильм: «Без кожи»
- Лучший режиссёр: Серик Бейсеуов, Сергей Догоров «Русские гонки»
- Лучшие женская роль: Карина Андоленко «Переводчик»
- Лучшая мужская роль: Виталий Хаев «Переводчик»
- Лучшая операторская работа: Ксения Середа «Без кожи»
- Лучший сценарий: Александр Баршак «Аптекарь»

### Премия международной Академии кинематографических искусств и наук Индии
15-я церемония вручения премий Индийской киноакадемии прошла в городе Тампа штата Флорида в США 26 апреля. Абсолютным лидером премии стал байопик «Беги, Милха, беги».

### Каннский кинофестиваль
67-й Каннский международный кинофестиваль проходил с 14 по 25 мая 2014 года в Каннах, Франция. В основной конкурс вошло 18 лент, в том числе российский фильм «Левиафан» Андрея Звягинцева. Жюри основного конкурса возглавляла новозеландский режиссёр Джейн Кэмпион.
- Золотая пальмовая ветвь: «Зимняя спячка», реж. Нури Бильге Джейлан (Турция, Германия, Франция)
- Гран-при: «Чудеса», реж. Алиса Рорвакер (Италия, Швейцария, Германия)
- Лучший режиссёр: Беннетт Миллер за «Охотник на лис»
- Лучшая мужская роль: Тимоти Сполл за «Мистер Тёрнер»
- Лучшая женская роль: Джулианна Мур за «Звёздная карта»
- Лучший сценарий: Андрей Звягинцев и Олег Негин за «Левиафан»

### «Кинотавр»
25-й открытый российский кинофестиваль «Кинотавр-2014» проходил с 1 по 8 июня 2014 года в Сочи. Жюри возглавил режиссёр Андрей Звягинцев.
- Лучший фильм: «Испытание», реж. Александр Котт
- Лучший режиссёр:  Анна Меликян, «Звезда»
- Лучший дебют: фильм «Класс коррекции», реж. Иван И. Твердовский
- Лучшая мужская роль: Алексей Филимонов («Ещё один год», реж. Оксана Бычкова)
- Лучшая женская роль: Северия Янушаускайте, фильм «Звезда»
- Лучшая операторская работа: Леван Капанадзе, «Испытание»
- Лучший сценарий: Юрий Быков, фильм «Дурак»
- Лучшая музыка к фильму: «До свидания мама», реж. Светлана Проскурина («За музыкальное решение в фильме»)

### Международный кинофестиваль «Зеркало» имени Андрея Тарковского
8-й международный кинофестиваль «Зеркало» имени Андрея Тарковского проходил с 10 по 15 июня 2014 года в Иваново, Плёсе, Юрьевце и других городах Ивановской области. Французская актриса Фанни Ардан была председателем жюри.
- Гран-при фестиваля — Племя / режиссёр Мирослав Слабошпицкий (Украина)[46][47].

### Московский международный кинофестиваль
36-й Московский международный кинофестиваль прошёл в Москве с 19 по 28 июня 2014 года. Председателем жюри основного конкурса был российский кинорежиссёр Глеб Панфилов. Главный приз кинофестиваля, «Золотой Георгий», получил фильм «Мой мужчина» японского режиссёра Кадзуёси Кумакири.

### Премия «Сатурн»
40-я церемония вручения наград премии «Сатурн» за заслуги в области фантастики, фэнтези и фильмов ужасов за 2013 год состоялась 26 июня 2014 года в городе Бербанк (Калифорния, США).
- Лучший научно-фантастический фильм: «Гравитация»
- Лучший фильм-фэнтези: «Она»
- Лучший фильм ужасов: «Заклятие»
- Лучший триллер: «Война миров Z»
- Лучший приключенческий фильм/боевик: «Форсаж 6»
- Лучшая экранизация комикса: «Железный человек 3»
- Лучший независимый фильм: «12 лет рабства»
- Лучший режиссёр: Альфонсо Куарон — «Гравитация»
- Лучшая мужская роль: Роберт Дауни мл. — «Железный человек 3»
- Лучшая женская роль: Сандра Буллок — «Гравитация»
- Лучшая мужская роль второго плана: Бен Кингсли — «Железный человек 3»
- Лучшая женская роль второго плана: Скарлетт Йоханссон — «Она»
- Лучший сценарий: Спайк Джонз — «Она»

### Венецианский кинофестиваль
71-й Венецианский международный кинофестиваль проходил с 27 августа по 6 сентября 2014 года в Венеции, Италия. В основной конкурс вошло 20 лент, в том числе российский фильм «Белые ночи почтальона Тряпицына» Андрея Кончаловского. Жюри основного конкурса возглавлял французский композитор Александр Деспла.
- «Золотой лев»: «Голубь сидел на ветке, размышляя о жизни», реж. Рой Андерссон (Швеция, Германия, Норвегия, Франция)
- Премия Большого жюри: «Взгляд тишины», реж. Джошуа Оппенхаймер (Дания, Финляндия, Индонезия, Норвегия, Великобритания)
- «Серебряный лев» за лучшую режиссёрскую работу: Андрей Кончаловский, «Белые ночи почтальона Тряпицына» (Россия)
- «Золотая Озелла» за лучший сценарий: Рахшан Бани-Этемад, «Сказки» (Иран)
- Специальный приз жюри: «Сивас», реж. Каан Муджеци (Германия, Турция)
- Кубок Вольпи за лучшую мужскую роль: Адам Драйвер за «Голодные сердца» (Италия)
- Кубок Вольпи за лучшую женскую роль: Альба Рорвахер за «Голодные сердца» (Италия)
- Премия Марчелло Мастроянни: «Последний молоток», реж. Аликс Делапорте (Франция)

### Кинофестиваль в Торонто
39-й ежегодный международный кинофестиваль в Торонто (Канада) проходил с 4 по 14 сентября 2014 года
- Приз зрительских симпатий (1 место): «Игра в имитацию», реж. Мортен Тильдум (Великобритания, США)
- Приз зрительских симпатий (2 место): «Уроки вождения», реж. Изабель Койшет (Великобритания, США)
- Приз зрительских симпатий (3 место): «Святой Винсент», реж. Тед Мелфи ( США)

### Премия Европейской киноакадемии
27-я церемония континентальной премии Европейской академии кино состоялась 13 декабря 2014 года в столице Латвии, Риге.
- Лучший фильм: «Ида» ()
- Лучший режиссёр: Павел Павликовский — «Ида» ()
- Лучшая мужская роль: Тимоти Сполл — «Уильям Тёрнер» ()
- Лучшая женская роль: Марион Котийяр — «Два дня, одна ночь» (,,)
- Лучшая комедия — «Мафия убивает только летом» ()
- Приз зрительских симпатий — «Ида» ()

## Скончались
- 15 февраля — Канымбек-Кано Касымбеков, казахстанский и советский кинорежиссёр и сценарист, Заслуженный деятель Казахстана.